# Весби
Весби (нем. Weesby) — община в Германии, в земле Шлезвиг-Гольштейн. 
Входит в состав района Шлезвиг-Фленсбург. Подчиняется управлению Шаффлунд.  Население составляет 480 человек (на 31 декабря 2010 года). Занимает площадь 21,45 км².